# Youngblood (musikgrupp)
Youngblood var ett svenskt pojkband bestående av Christer Sjølie af Geijerstam, Henric Flodin, Marcus Sjöstrand, Oskar Kongshöj och Simon Johansson. De tävlade i Melodifestivalen 2012 med låten "Youngblood" och tog sig där till Andra chansen men förlorade i duellen mot Sean Banan. Gruppen har startats av kompositören Fredrik Kempe som är en av männen bakom deras tävlingsbidrag i Melodifestivalen 2012. Deras skivbolag var EMI Music. 
Samtidigt som gruppen meddelades vara aktuella för Melodifestivalen 2012 släpptes deras första singel "Blame It on You".

## Diskografi

### Album
- 2012: Running Home to You

### Singlar
- 2011: "Blame It On You"
- 2012: "Youngblood" (Melodifestivalen 2012)
- 2012: "American Girlfriend"